# 阿波尔考
阿波尔考，是匈牙利佩斯州所辖的一个村。总面积17.47平方公里，总人口1172，人口密度67.1人/平方公里（2011年1月1日）。